# Бредштедт
Бредштедт (нем. Bredstedt) — город в Германии, в земле Шлезвиг-Гольштейн.
Входит в состав района Северная Фризия. Подчиняется управлению Митлерес-Нордфрисланд. Население составляет 4926 человек (на 31 декабря 2010 года). Занимает площадь 9,75 км². Официальный код — 01 0 54 019.
Официальным языком в населённом пункте, помимо немецкого, является севернофризский.